# Chloropsis jerdoni
Chloropsis jerdoni là một loài chim trong họ Chloropseidae.